# Église Saint-Martin de Creully
Pour les articles homonymes, voir Église Saint-Martin.
L'église Saint-Martin est une église catholique située à Creully, en France.

## Localisation
L'église est située dans le département français du Calvados, sur la commune de Creully.

## Historique
La nef et le chœur datent du XIIe siècle. L'édifice et ses décors sont restaurés au XIXe siècle.
L'édifice est classé au titre des monuments historiques depuis le 1er mars 1879.

## Architecture

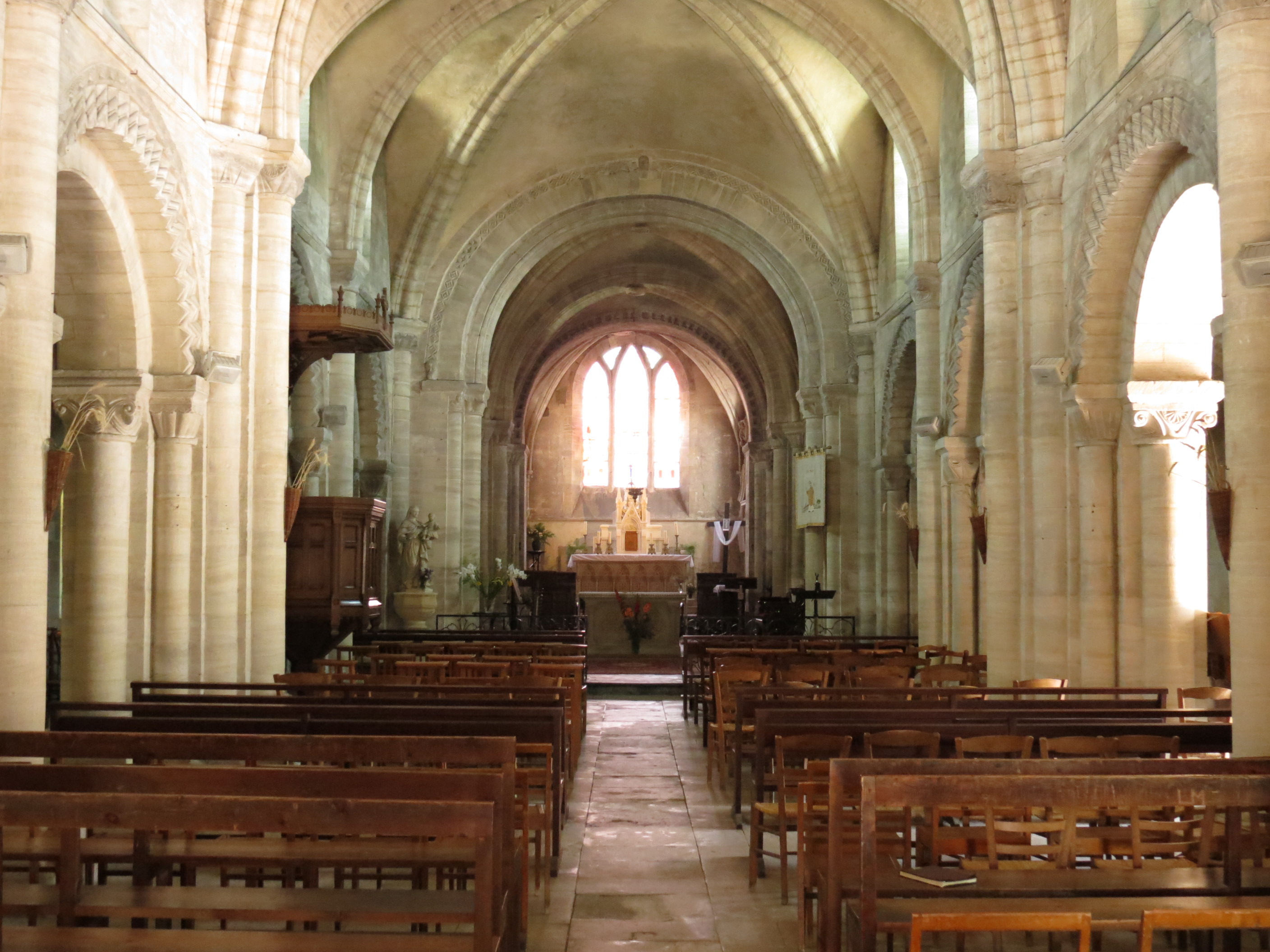
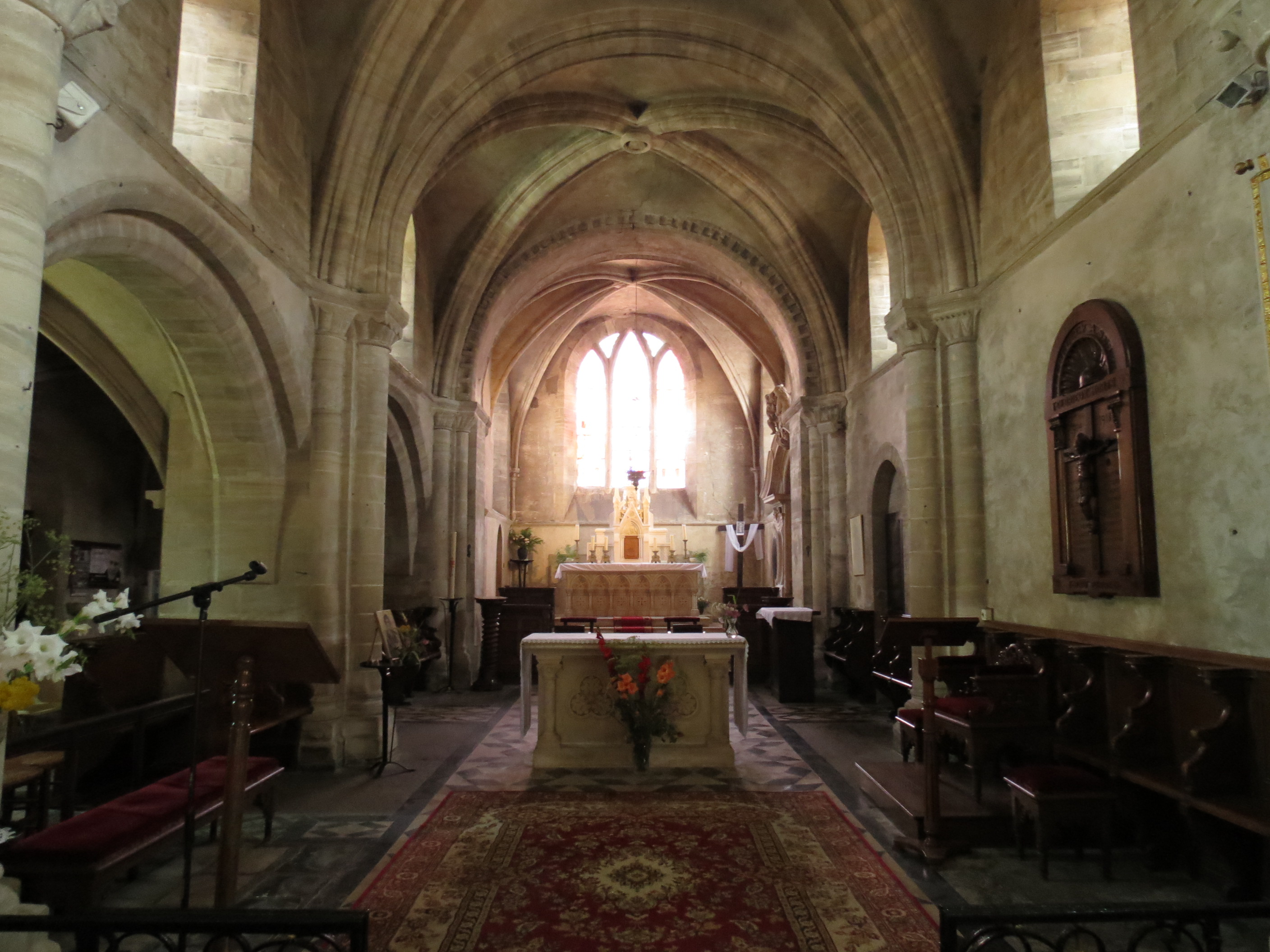
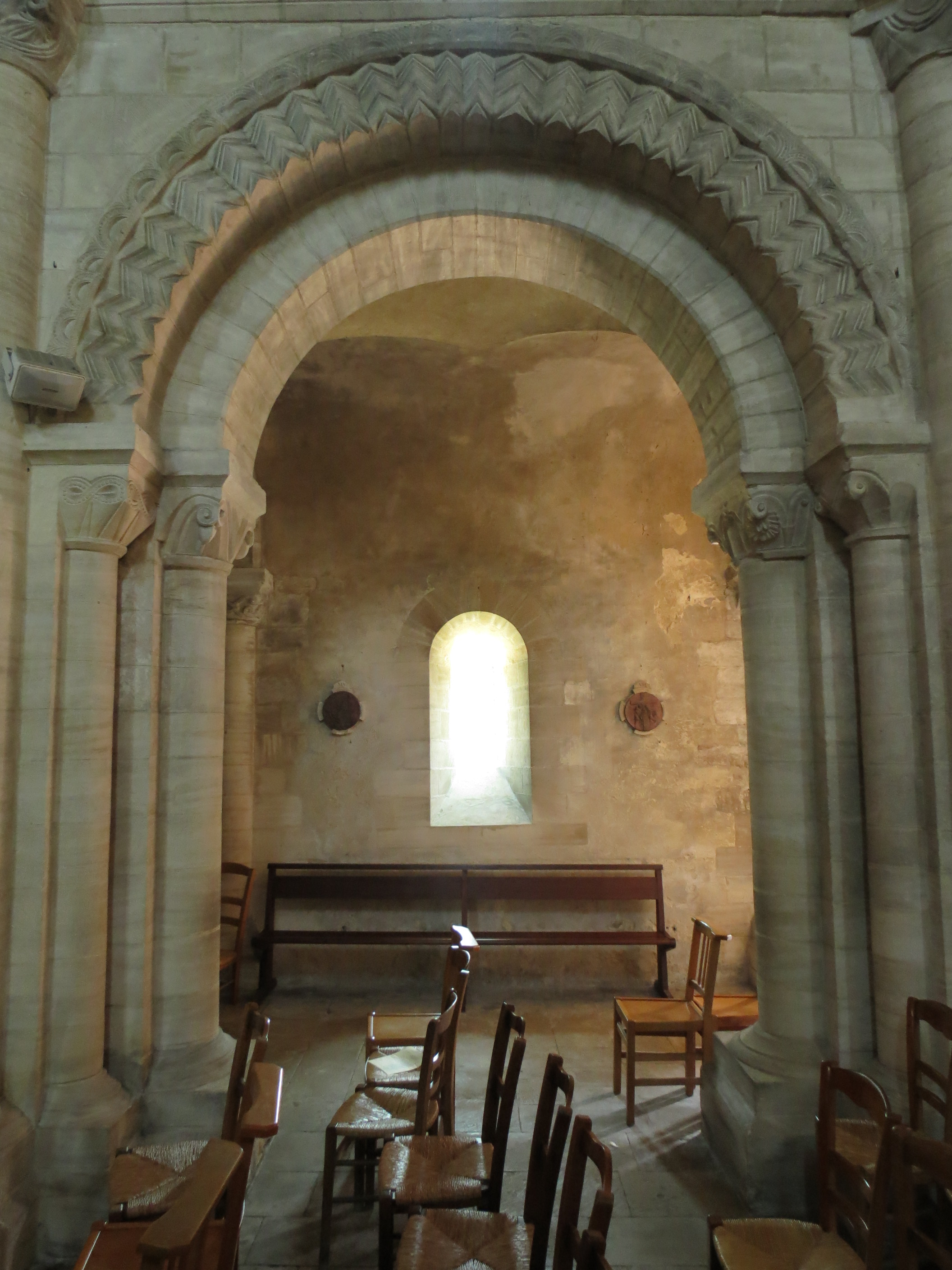
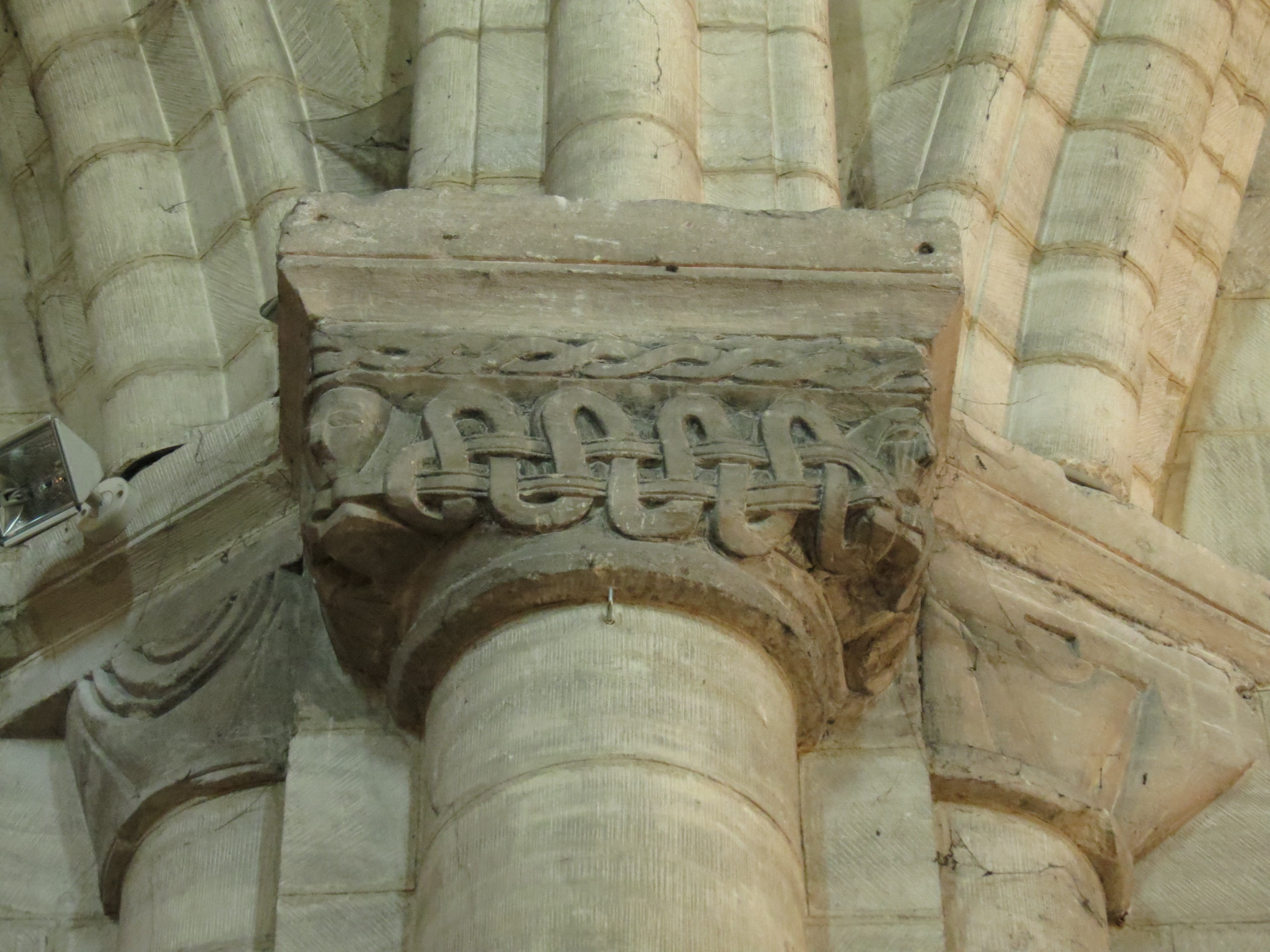

### Graffiti
Plusieurs graffiti de navires ornent le mur extérieur de l'église. Il pourrait s'agir d'ex-voto.

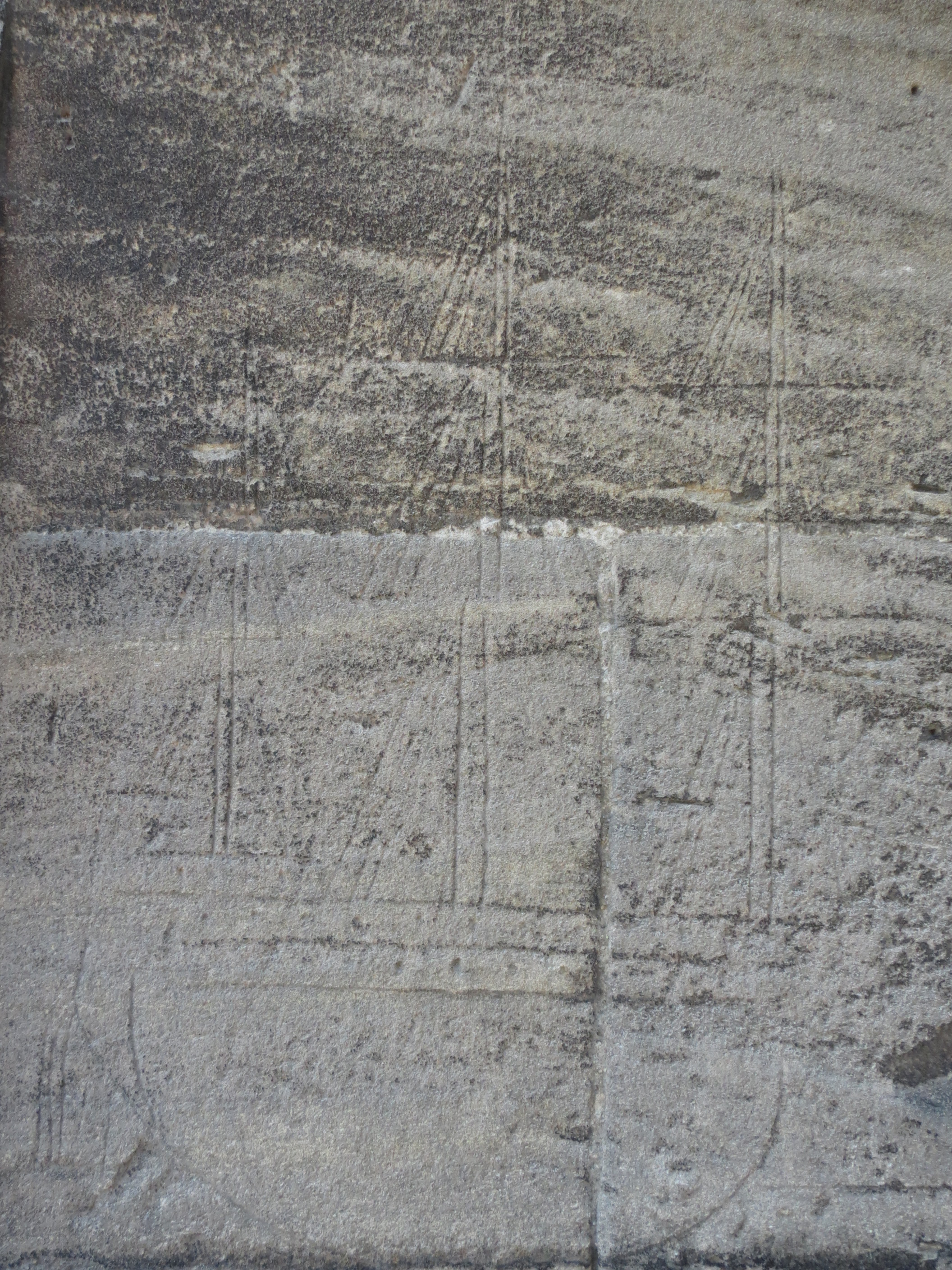
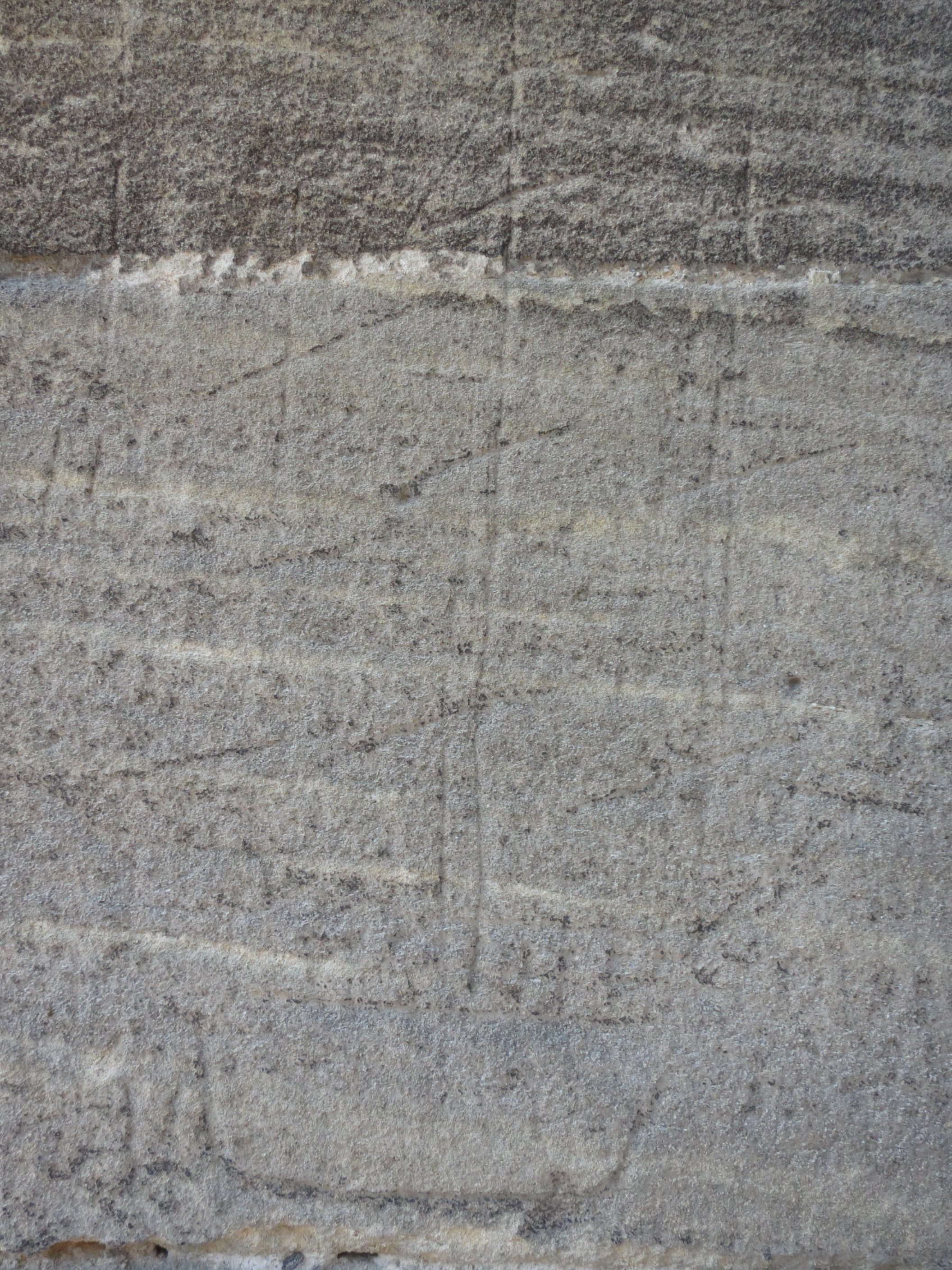
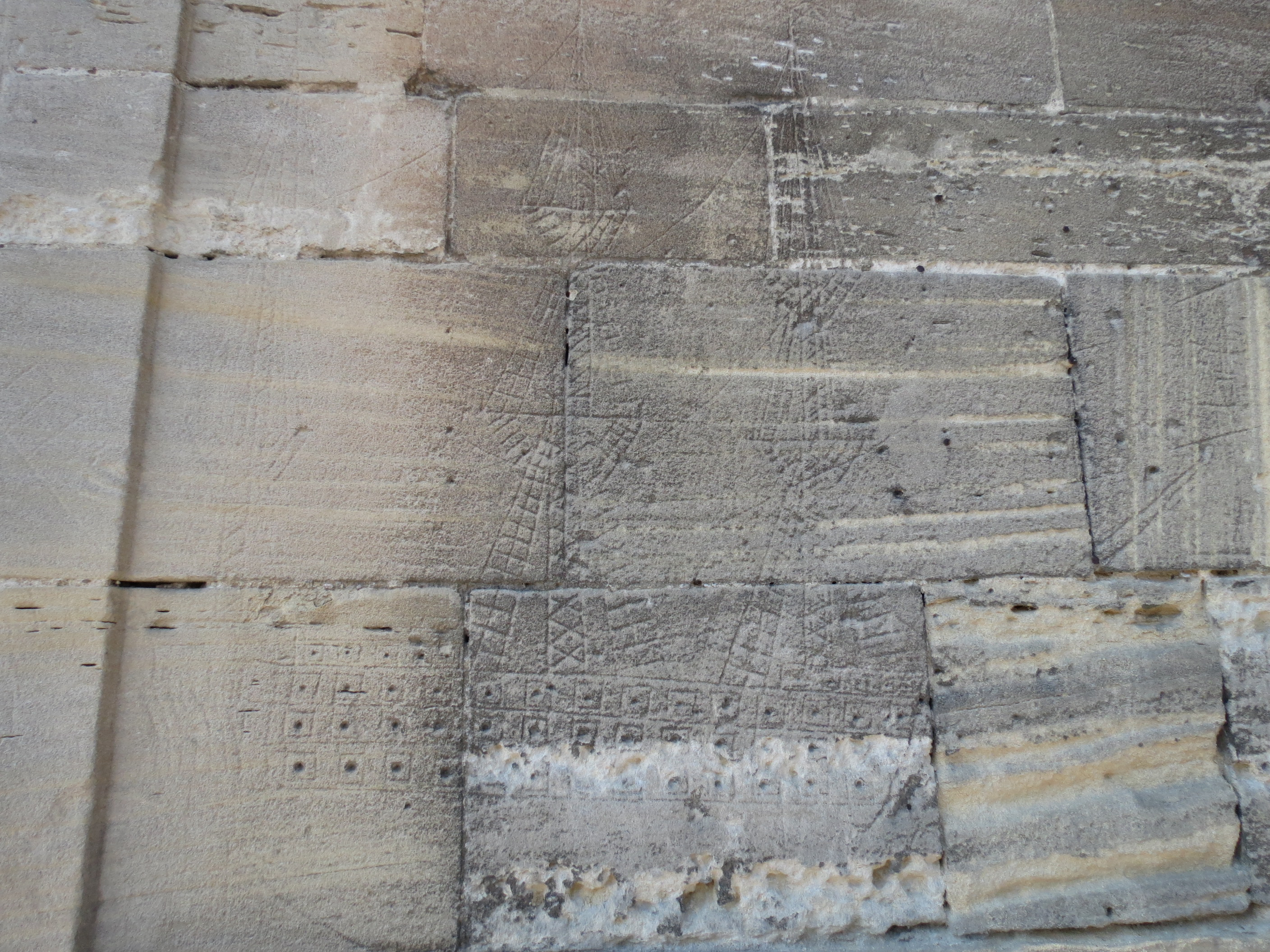
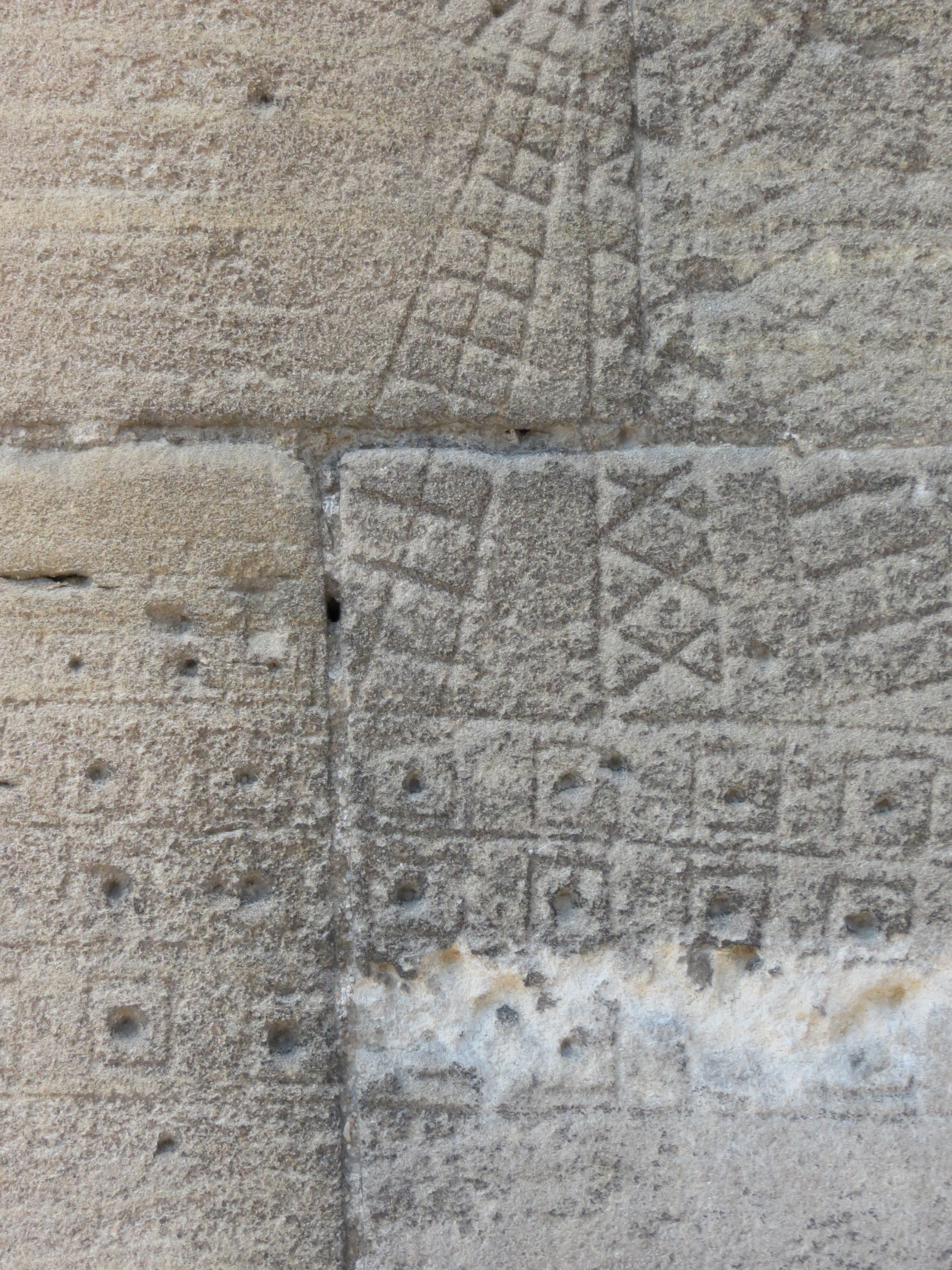
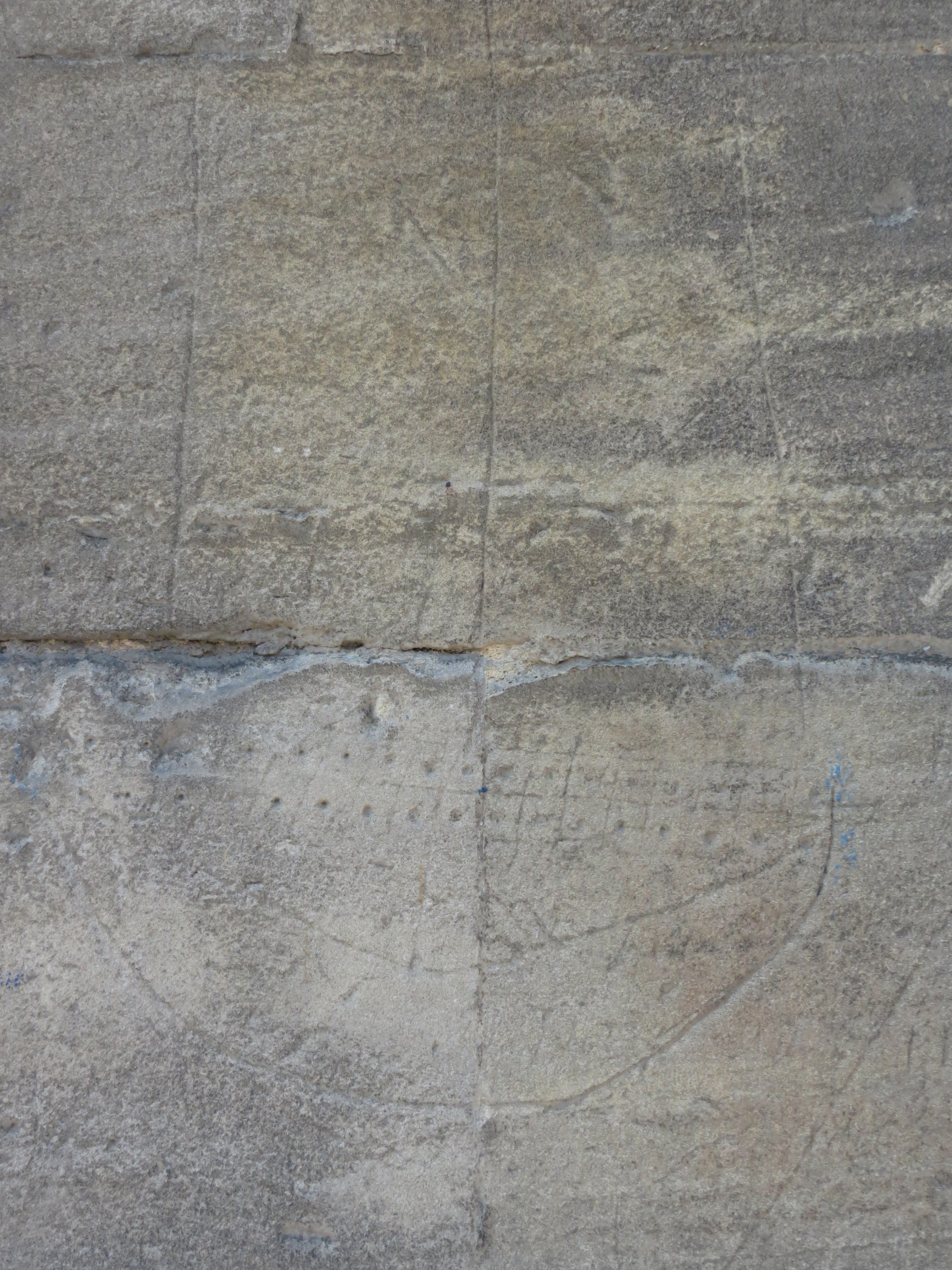